# Правителства на Северна Македония
Това е списък на правителствата на Северна Македония от придобиването на независимостта през 1991 година.
| Статия                                           | Управление                          | Министър-председател                            | Партии     |
| ------------------------------------------------ | ----------------------------------- | ----------------------------------------------- | ---------- |
| Правителство на Република Македония (1)          | 20 март 1991 – 4 септември 1992     | Никола Клюсев                                   | независим  |
| Правителство на Република Македония (2)          | 4 септември 1992 – 20 декември 1994 | Бранко Цървенковски                             | СДСМ       |
| Правителство на Република Македония (3)          | 20 декември 1994 – 30 ноември 1998  | Бранко Цървенковски                             | СДСМ       |
| Правителство на Република Македония (4)          | 30 ноември 1998 – 1 ноември 2002    | Любчо Георгиевски                               | ВМРО-ДПМНЕ |
| Правителство на Република Македония (5)          | 1 ноември 2002 – 26 август 2006     | Бранко Цървенковски Хари Костов Владо Бучковски | СДСМ       |
| Правителство на Република Македония (6)          | 26 август 2006 – 27 юли 2008        | Никола Груевски                                 | ВМРО-ДПМНЕ |
| Правителство на Република Македония (7)          | 27 юли 2008 – 27 юли 2011           | Никола Груевски                                 | ВМРО-ДПМНЕ |
| Правителство на Република Македония (8)          | 27 юли 2011 – 19 юни 2014           | Никола Груевски                                 | ВМРО-ДПМНЕ |
| Правителство на Република Македония (9)          | 19 юни 2014 – 16 януари 2016        | Никола Груевски                                 | ВМРО-ДПМНЕ |
| Правителство на Република Македония (10)         | 16 януари 2016 – 31 май 2017        | Емил Димитриев                                  | служебно   |
| Правителство на Република Северна Македония (11) | 31 май 2017 – 3 януари 2020         | Зоран Заев                                      | СДСМ       |
| Правителство на Република Северна Македония (12) | 3 януари 2020 – 31 август 2020      | Оливер Спасовски                                | служебно   |
| Правителство на Република Северна Македония (13) | 31 август 2020 – 16 януари 2022     | Зоран Заев                                      | СДСМ       |
| Правителство на Република Северна Македония (14) | 16 януари 2022 - 28 януари 2024     | Димитър Ковачевски                              | СДСМ       |
| Правителство на Република Северна Македония (15) | 28 януари 2024                      | Талат Джафери                                   | служебно   |
| Правителство на Република Северна Македония (16) | 24 юни 2024                         | Християн Мицкоски                               | ВМРО-ДПМНЕ |